# PRV-17
Radioaltimetrul terestru PRV-17 (în rusă "Линейка" index GRAU - 1RL-141, după clasificarea NATO ”Odd Group”) este un radar, mobil, sovietic fabricat și exploatat în fosta URSS din anul 1984. Este în exploatare.

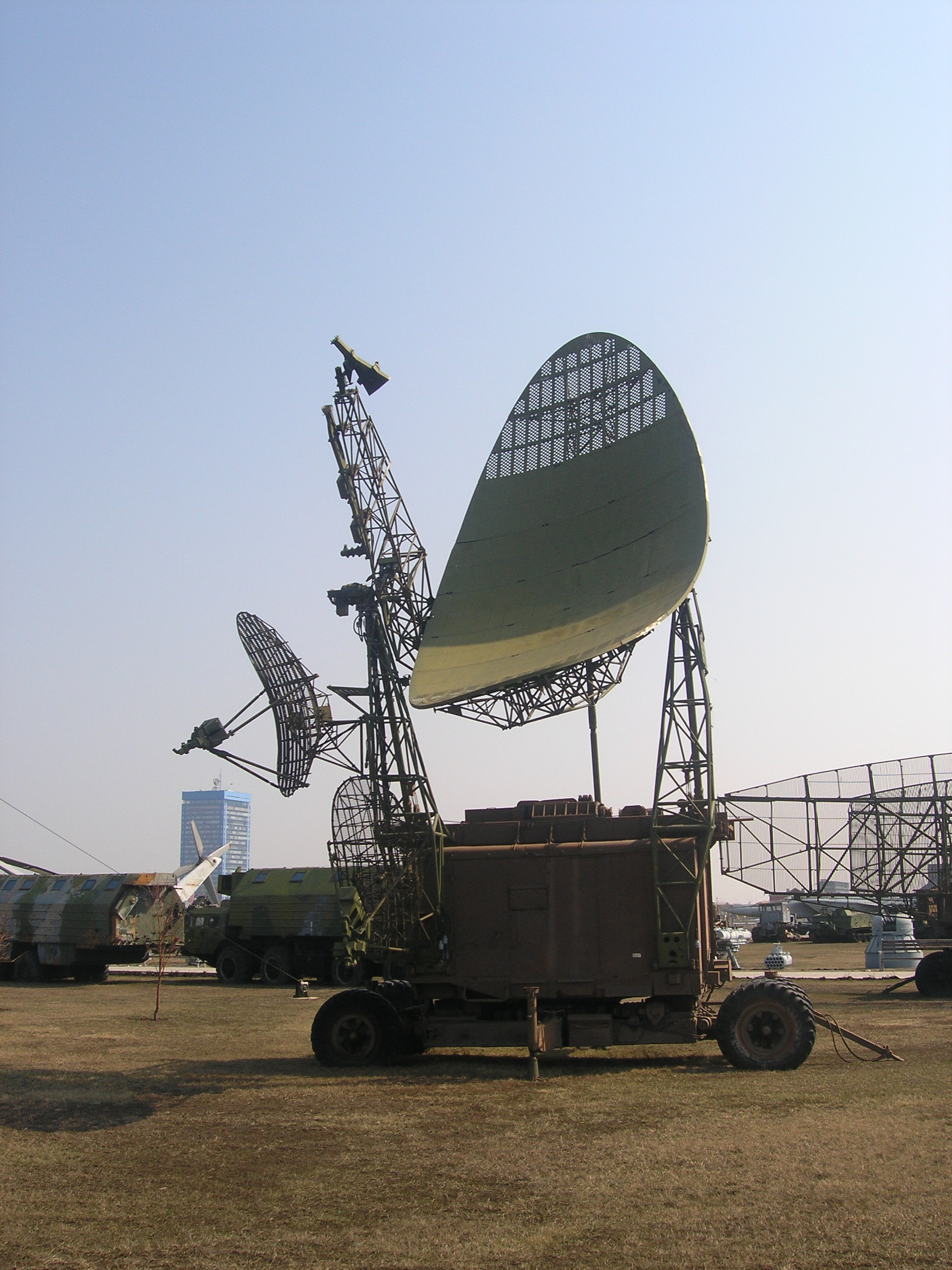
Radioaltimetrul PRV-17 cu toate antenele montate.
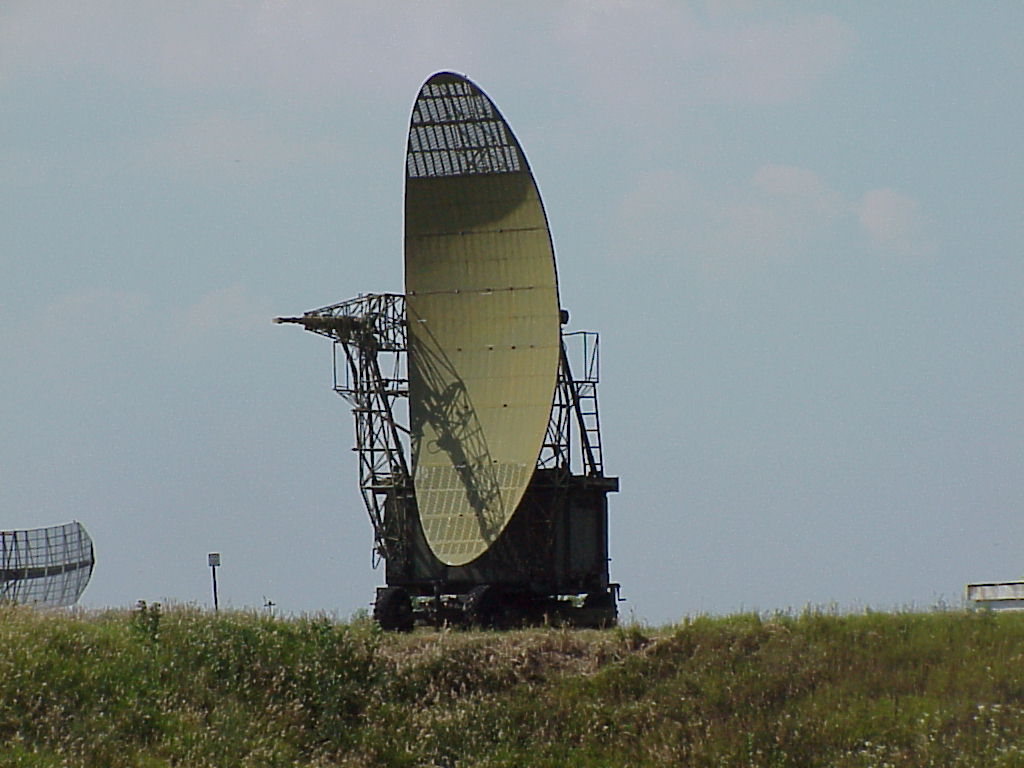
Radioaltimetrul PRV-17 în dispozitiv de luptă.

## Scurt istoric
- În anul 1983 Statele Unite ale Americii au desfășurat pe teritoriul Republicii Federale Germane sistemul de rachete balistice cu rază medie de acțiune "Pershing-2”. Sateliții sovietici de cercetare înregistrează construcția intensă a trei baze de rachete pe teritoriul RFG. Traiectoria de zbor a rachetelor  "Pershing-2” nu putea fi descoperită  cu mijloacele clasice ale sistemului de prevenire a atacului cu rachete. Timpul de zbor al rachetelor era de aproximativ 12 minute iar descoperirea deasupra orizontului de către radiolocatoare se realiza numai pentru 7 – 8 minute.

A apărut pericolul apariției acestor rachete și în alte țări ale NATO, în special, în Turcia. S-a desfășurat cu succes experimentarea noilor rachete balistice cu baza pe submarine ale SUA, ”Trident-2”, cu distanța de acțiune mai mare de 10.000 de km.
- În scurt timp, în centrul Știițifico-Tehnic ”Vâmpel” se elaborează, de urgență, un set de propuneri pentru a detecta eventualele atacuri cu rachete "Pershing-2". Se adoptă hotărârea privind extinderea sectorului vestic de observare cu stații de radiolocație din sistemul de apărare antirachetă ”Dunai-3U”. Se discută problema utilizării pentru descoperirea acestor ținte a stației de radiolocație antiaeronave ”Imbiri”, și a altor radare de apărare antiaeronave. Au fost create două grupe pentru rezolvarea problemei descoperirii oportune a rachetelor balistice: prima s-a orientat spre stația de observare în sector ”Imbiri” din compunerea sistemului de rachete antiaeriene S-300V iar a doua grupă a propus să se folosească pentru descoperire o grupare din câteva radioaltimetre. Proiectul cu stația de radiolocație ”Imbiri”, la care au participat activ lucrătorii Institutului de Cercetări Științifice în Aparate de Automatică din Moscova (MNIIPA) a fost teoretizat rapid dar, din păcate, această stație la vremea respectivă nu exista.
- Proiectul folosirii unei grupări de radioaltimetre PRV-17, prezentat de angajații Institutului Central de Cercetări Știițifice în Sisteme Radioelectronice  și care a primit denumirea ”Azimut”, a fost în totalitate real. Radioaltimetrele s-au produs pentru o lungă perioadă de timp, au intrat în înzestrare, au avut personal calificat care putea să lucreze cu ele. O grupare de patru radioaltimetre putea să acopere un sector azimutal într-un raion presupus de lansare a rachetelor "Pershing" și să monitorizeze în permanență  acest sector scanându-l în unghi de înălțare. Lansarea rachetei balistice se determina pe fondul unui mare număr de ținte aeriene diferite, într-o continuă creștere a unghiului de înălțare a semnului de la țintă. De asemenea, trebuia ca această țintă să fie însoțită, adică să i se construiască traiectoria. În radioaltimetrele, cărora li s-au destinat pentru lucrul în complex două radiotelemetre, realizarea traiectoriei (prelucrarea primară) nu se prevedea, de aceea se foloseau operatori pentru marcarea traiectoriei după datele radioaltimetrelor.
- Până în primăvara anului 1984 au fost efectuate teste în poligonul Kapustin, care au dat rezultate pozitive. A rămas numai amplasarea grupării de radioaltimetre în Rpublica Democrată Germană și problema cu descoperirea rachetelor  "Pershing" a putut fi rezolvată, dar, evident, în acele vremuri interesul conducerii superioare pentru descoperirea rachetelor balistice deja se răcise, iar fără aceasta ducerea proiectului până la capăt nu s-a realizat. El a fost închis după principiul "lipsei de fiabilitate a factorului uman", iar pentru descoperirea lansării rachetelor balistice  "Pershing" a fost adoptat proiectul de realizare a mijloacelor de descoperire din sistemul de prevenire a atacurilor cu rachete, care a fost propus de armată.

Pentru dezvoltarea proiectului "Azimut", dezvoltatorii au primit premiul, la acel proiect după ce acesta a fost închis.	 Mai târziu s-a raportat că armata a implementat ideea cu radioaltimetrele în orice țară, și chiar s-au doborât, potrivit datelor, rachete.

## Destinație
Radioaltimetrul este destinat pentru determinarea înălțimii mijloacelor aeriene de zbor. Radioaltimetrul se conjugă și lucrează în complex cu oricare din radarele de observare circulară, de două coordonate, (radiotelemetre) și cu sistemele automatizate de conducere ale Apărării Antiaeriene și Forțelor Aeriene Militare.  

## Scurtă prezentare
Radioaltimetrul se compune din următoarele unități:
- remorca Ț-01 - cabina cu aparatura emisie-recepție;
- remorca Ț-02 - cabina cu modulatorul sistemului de emisie-recepție;
- remorca Ț-03 - cabina cu aparatura de comandă, control și indicare;
- remorca Ț-04 - cabina 5E96 diesel-electrică (2 agregate diesel de câte 100 kw);
- patru autocamioane KRAZ-255 pentru tractarea remorcilor.

## Date tehnico-tactice
- emițătorul este un amplitron (tip: MIS-2);
- frecvența de lucru - centimetrică (banda E);
- frecvența de repetiție a impulsurilor - 182 până la 1460 Hz;
- durata impulsului de sondaj - 1,1 și 1,9 microsecunde;
- puterea în impuls - minim 2,5 Mw;
- puterea medie - minim 41 Kw;
- lățimea diagramei de directivitate: în plan orizontal - 2,5 grade, în plan vertical - 1,15 grade;
- distanța de descoperire pentru înălțimea de zbor a avionului țintă:
  - pentru 100 m - 45 km;
  - pentru 500 m - 95 km;
  - pentru 10.000 - 310 km;
- înălțimea maximă de descoperire a țintelor - 85 km;
- precizia măsurării coordonatelor:
  - în azimut - 2 grade;
  - în distanță - 1.000 m;
  - în înăllțime - 300 m;
- capacitatea de separare:
  - în azimut - 3 grade;
  - în distanță - 1.500 m;
  - în înăllțime - 100 m;
- timp de cuplare - 5 minute;
- timp de strângere sau desfășurare - 4,5 ore;
- echipa de luptă - 4 persoane.